# Julius Karl Friedrich Dilthey
Julius Karl Friedrich Dilthey (* 12. März 1797 in Nordhausen am Harz; † 17. Februar 1857 in Darmstadt) war ein deutscher Philologe, Privatdozent und Gymnasialdirektor.

## Leben
Dilthey war der Sohn des Sattlermeisters Friedrich Dilthey. Seine erste Ausbildung erhielt er zusammen mit Friedrich Moldenhauer auf dem Gymnasium in Nordhausen. 1820 erhielt er einen Literaturpreis über Platonicorum librorum de legibus examen. Er ging danach auf die Universität Göttingen, wo er seine wissenschaftliche Ausbildung und im Jahr 1818 die philosophische Doktorwürde erhielt. Danach erhielt er eine Anstellung an der Universitätsbibliothek und dem Gymnasium. An der Universität las er als Privatdozent über verschiedene römische Schriftsteller. Im Jahr 1821 wurde er als Lehrer an das Martineum in Braunschweig berufen, wo u. a. Friedrich Konrad Griepenkerl, Georg Friedrich Schnittspahn und Edmund Külp Kollegen waren. 1823 wurde er als Professor an das Pädagog (seit 1879: Ludwig-Georgs-Gymnasium) in Darmstadt berufen. 1826 wurde er dort als Nachfolger des fast zweiundsiebzigjährigen Johann Georg Zimmermann (Pädagoge) (1754–1829) zum Direktor ernannt. 1825 wurde er außerordentliches Mitglied der Pädagogikkommission der Provinz Starkenburg im Großherzogtum Hessen und bei Rhein. Ab 1832 bis zu seinem Tod war er Mitglied der Oberstudiendirektion. Er hatte einen entscheidenden Einfluss bei der Verbesserung der hessischen Gymnasien humanistischer Prägung.
Dilthey lieferte sich über Jahrzehnte eine heftige Kontroverse mit Theodor Schacht (Pädagoge) über die Rolle des humanistischen Gymnasiums und die Bedeutung und den Umfang der Realienfächer.
Er war zweimal verheiratet. Er heiratete 1825 seine erste Frau Luise Friederike Wiener  († 1828). Sie war die Tochter von Adam Wiener, einem Forstmeister aus Darmstadt. Seine zweite Frau wurde 1837 Caroline Graff aus Nidda, Tochter des Johann Adam Graff (* 1784, Doktor der Medizin sowie Medizinalrat).
Seine Nachfolge als Direktor des Ludwig-Georgs-Gymnasiums trat am 5. Mai 1858 Christian Ludwig Boßler an.
Julius Karl Friedrich Dilthey wurde auf dem alten Friedhof von Darmstadt bestattet (Grabstelle: I D 62).

## Mitgliedschaften
Julius Karl Friedrich Dilthey war Mitglied der Deutschen Morgenländischen Gesellschaft.

## Veröffentlichungen
- Platonicorum librorum de legibus examen, 1820 (Digitalisat)
- De situ, moribus et populis Germaniae libellus, 1823 (Digitalisat)
- Ueber das Verhältniß der Real- und Gewerbeschulen zu den Gymnasien etc., Darmstadt 1839 (Digitalisat)
- Gymnasium und Realschule in ihrer Verbindung zu Worms, 1842 (Digitalisat)
- Die Ludwigssaule als architektonisches Kunstwerk, 1845 (Digitalisat)
- Etymologisches Parallelwörterbuch der lateinischen Sprache, 1845 (Digitalisat)